# Lucozade
Lucozade is een Brits merk van frisdranken en energiedrankjes, vervaardigd en op de markt gebracht door het Japanse bedrijf Suntory. Lucozade is het oudste sportdrankje ter wereld. Het is de nummer 1 energiedrank van Groot-Brittannië en wordt daarnaast ook geëxporteerd en verkocht op de kanaaleilanden, Isle of Man, Ierland, Azië en Australië.
Lucozade was oorspronkelijk verkrijgbaar in slechts één variant. Een bruisend drankje met een kenmerkende zoete citroensmaak. Het werd verkocht in een glazen fles met een gele cellofaanverpakking tot 1983, toen het omgedoopt werd tot een energiedrank om de associaties van het merk met ziekte weg te nemen. De slogan ‘Lucozade helpt bij herstel’ werd vervangen door ‘Lucozade vervangt verloren energie’. De glazen fles werd vervangen door een plastic fles (polyethyleentereftalaat (PET)). Na de rebranding verdrievoudigde de Britse omzet tussen 1984 en 1989 tot bijna £ 75 miljoen.

## Geschiedenis
In 1927 werd het merk gelanceerd onder de naam "Glucozade" in het Verenigd Koninkrijk door apotheker William Walker Hunter uit Newcastle. De drank werd verkocht als een energiedrank voor zieken. Hunter verkocht het receptuur en de naam in 1938 aan het Britse farmaceutische bedrijf Beecham's die de naam veranderde naar het huidige "Lucozade" en het drankje nationaal op de markt bracht in Engeland. De reclameslogan was "Lucozade bevordert het herstel". Het werd tot de jaren tachtig voornamelijk in apotheken verkocht, voordat het gemakkelijker verkrijgbaar was als sportdrank in winkels in het Verenigd Koninkrijk.
In 1989 fuseerden de Beecham Group en SmithKline Beckman tot SmithKline Beecham, en in 2000 fuseerden SmithKline Beecham en GlaxoWellcome tot GlaxoSmithKline (GSK). In 2013 zette GSK de drankmerken Ribena en Lucozade te koop. Suntory, een Japanse holdingmaatschappij, kocht de merken in september voor £1,35 miljard. Op het moment van de verkoop werd het product vervaardigd in Engeland in de Royal Forest Factory in Coleford, Gloucestershire.

## Samenstelling
Hoewel de ingrediënten enigszins variëren van drankje tot drankje, werden die van de Lucozade Original Energy in 2013 als volgt vermeld: koolzuurhoudend water, glucosestroop (25%), citroenzuur (E330), melkzuur (E270), smaakstof (niet gespecificeerd) , conserveermiddelen (kaliumsorbaat, natriumbisulfiet (E-222)), cafeïne, antioxidant (ascorbinezuur), kleurstof (zonsonderganggeel (E110), Ponceau 4R). Na de herformulering om het suikergehalte in 2017 te verlagen, en een nieuwe herformulering in 2023, bevat Lucozade Original de zoetstoffen sucralose en acesulfaam K.
Op de verpakking staat een waarschuwing dat de kleuring een negatief effect kan hebben op de activiteit en aandacht bij kinderen. Voedingsinformatie voor fles van 380 ml: energie 1129 kjoule = 266 kCal; eiwit, vet en vezels nul; koolhydraten 65,4 g waarvan suikers 33,1 g waarvan 65,4 g op basis van glucose; en natriumspoor. De verpakking waarschuwt ook dat gemorste Lucozade vlekken kan veroorzaken. Een flesje Lucozade van 380 ml bevat 46 mg cafeïne,[28] ongeveer evenveel als een kopje thee.
Lucozade bevat 0,01% ethanol (alcohol), wat betekende dat oplettende moslims het niet konden drinken. In 2004 oordeelde de Moslimraad van Groot-Brittannië echter dat zij geen kwaad zagen in de consumptie van Lucozade, dat sporen van ethylalcohol bevat die niet de oorspronkelijke eigenschappen behouden en de smaak, kleur of geur niet veranderen. GlaxoSmithKline wees erop dat vruchtensappen en brood ook dezelfde of hogere sporenhoeveelheden alcohol kunnen bevatten als gevolg van natuurlijke fermentatie.

## Varianten
Lucozade Energy
- Original
- Orange
- Wild Cherry
- Wild Berry
- Pink Lemonade
- Apple Blast
- Lemon
- Cloudy Lemon
- Tropical
- Mixed Berry
- Strawberry
- Raspberry Ripple
- Watermelon & Strawberry
- Melonade
- Caribbean Crush
- Brazilian Mango & Mandarin
- Citrus Chill
- Citrus Clear
- Grafruitti
- Pineapple Punch
- Tropical Fusion
- Black Edition Cola
- Blackcurrant
- Blue Burst

Lucozade Zero
- Original
- Orange
- Pink Lemonade
- Tropical

Lucozade Sport
- Orange
- Caribbean Burst
- Brazilian Guava
- Raspberry
- Cherry
- Mango & Passion Fruit
- Fruit Punch (AJ Edition)
- Low Cal - Orange
- Low Cal - Lemon & Lime
- Blue Force